# Мол (музика)
Назив мол означава класу музичких лествица чији је квинтакорд (такође познат као трозвук) према неким музичким школама униформно назван C-Es-G, независно од тоналитета. У принципу, квинтакорд молске лествице се састоји од два релативна интервала - мала терца и велика терца - односно од два апсолутна интервала - мала терца и чиста квинта - који му дају специфичан „сетан“ - „тужан“ призвук, премда се ови изрази у теорији музике у овом контексту заобилазе.
Молска лествица се може изградити на сваком од 12 стандардних тонова, што укупно даје 12 молских лествица у класичној теорији музике. Свака од њих има три основне варијације, у зависности од односа доње медијанте (шести степен лествице) и вођице (седми степен лествице) са тоником. У зависности од претходног једну молску лествицу можемо назвати природном, хармонијском или мелодијском.
Ове три врсте молске лествице се од дурских генерално разликују по распону између тонике (први степен лествице) и горње медијанте (трећи степен лествице). Код мола је то мала терца, док дур на овом месту карактерише велика терца.
Поред ових основних варијација молиских лествица постоје још цигански мол, дорски хармонски мол и многе друге фолклорне и староцрквене модификације основних лествица.

## Врсте
Карактеристике интервала између тонике и осталих степена лествице код ова три врсте мола су следеће:
| Степен          | Однос са тоником      |
| Супертоника     | велика секунда        |
| Горња медијанта | мала терца*           |
| Субдоминанта    | чиста кварта          |
| Доминанта       | чиста квинта          |
| Доња медијанта  | зависно од врсте мола |
| Вођица          | зависно од врсте мола |

* - Ово је главна разлика између дурских и молских лествица.

### Природни мол
Прва врста мола носи име природни мол. Њега карактеришу мала секста између тонике и доње медијанте и мала септима између тонике и вођице. Ова лествица има полустепене између супертонике и горње медијанте и између доминанте и доње медијанте.

### Хармонски мол
Једина разлика између природног и хармонског мола је у интервалу између тонике и вођице које је код хармонског мола велика септима. Ова лествица има полустепене између супертонике и горње медијанте, између доминанте и доње медијанте и између вођице и тонике.

### Мелодијски мол
Мелодијски мол карактеришу велика секста, између тонике и доње медијанте, и велика септима, између тонике и вођице. Ова лествица има полустепене између супертонике и горње медијанте и између вођице и тонике.